# Збройні сили Бангладеш
Збройні сили Бангладеш (бенг. বাংলাদেশের সামরিক বাহিনী) — військова організація Республіки Бангладеш, призначена для захисту свободи, незалежності й територіальної цілісності держави. Складаються з сухопутних військ, військово-морських та військово-повітряних сил.

## Військово - повітряні сили
На озброєнні ВПС Бангладеш знаходиться наступна техніка та засоби ураження:  (англ.)
| Тип                | Кількість | Замовлення |
| ------------------ | --------- | ---------- |
| F-7                | 37        |            |
| МіГ-29             | 8         |            |
| Ан-32              | 3         |            |
| С-130В /Е Геркулес | 4         | 4          |
| AW 139             |           | 2          |
| Bell 212           | 14        |            |
| Мі-17 / 171        | 27        |            |
| Bell 206           | 6         |            |
| FT-6               | 9         |            |
| FT-7               | 12        |            |
| K-8                | 4         | 5          |
| L-39 Альбатрос     | 7         |            |
| Як-130             |           | 24         |